# Malva assurgentiflora
Malva assurgentiflora (Kellogg) M.F.Ray – gatunek roślin z rodziny ślazowatych. Występuje naturalnie w Stanach Zjednoczonych – w stanie Kalifornia. Ponadto został introdukowany w Meksyku, Gwatemali, Ekwadorze, Peru, Chile (także na wyspach Desventuradas) oraz Południowej Afryce. 

## Morfologia

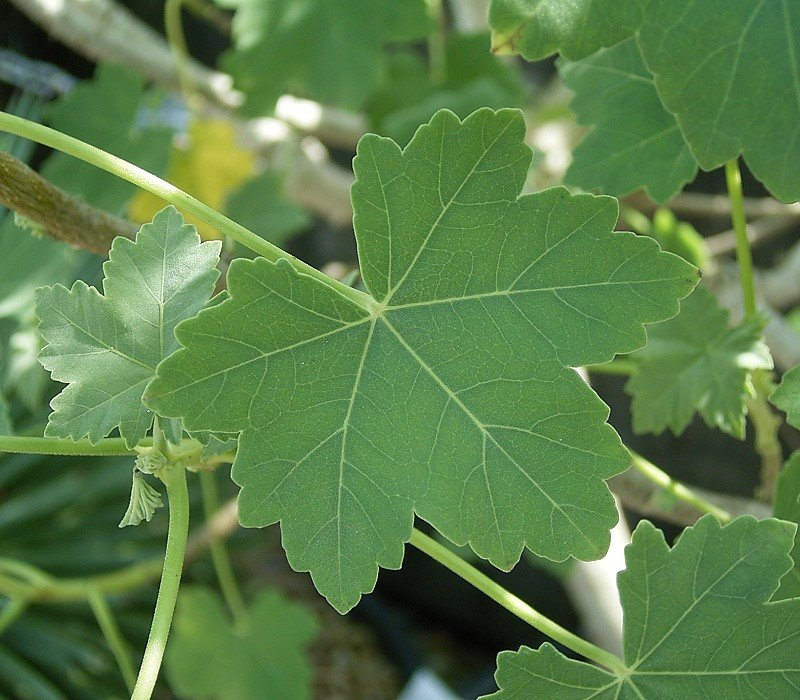
Liść

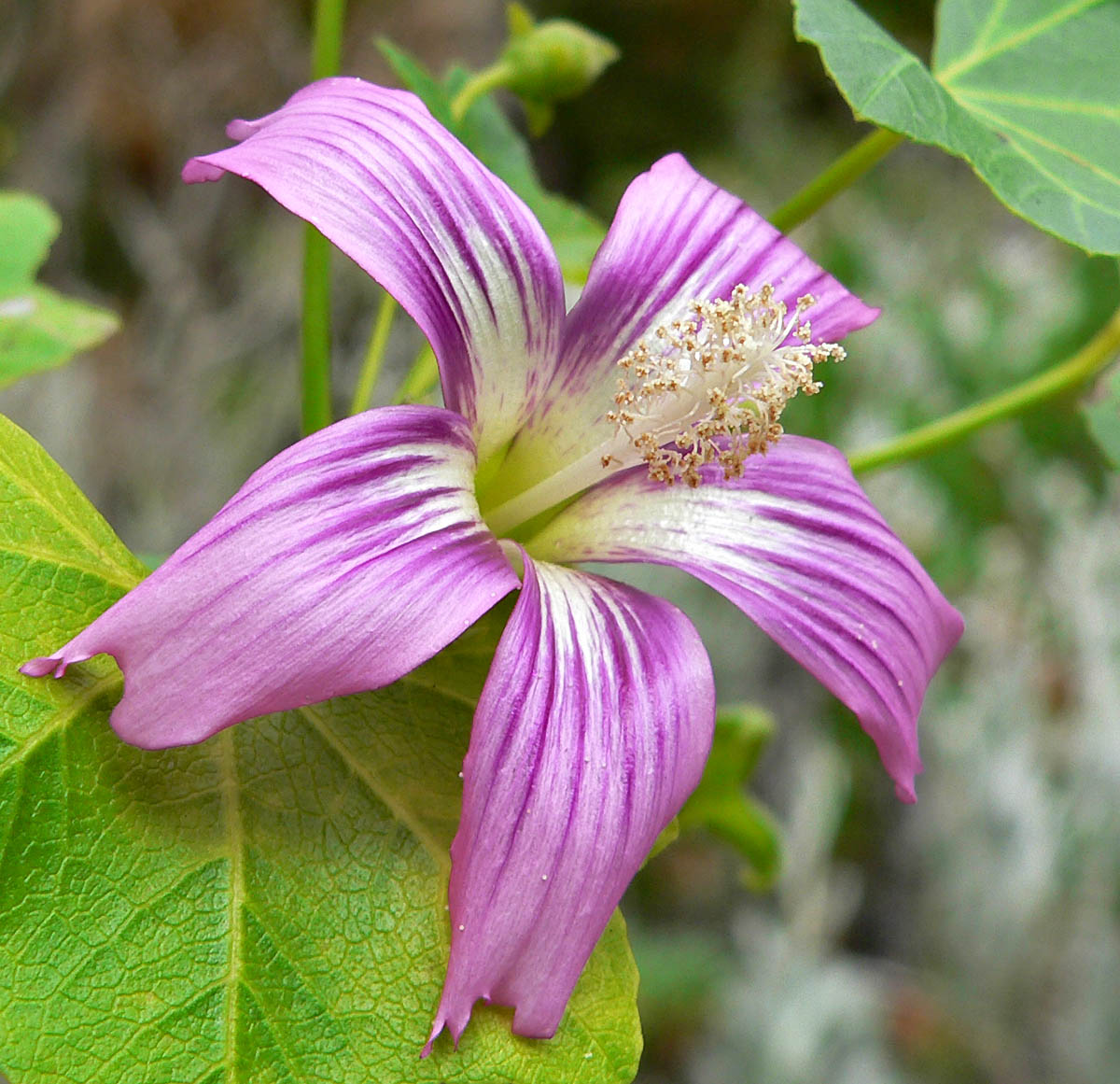
Kwiat

PokrójZimozielony krzew dorastający do 1–4 m wysokości.
LiścieBlaszka liściowa ma okrągławy kształt, jest klapowana i ząbkowana na brzegu, ma nasadę od sercowatej do ściętej i tępy wierzchołek. Przylistki są od owalnych do lancetowatych i osiągają 2–4 mm długości. Ogonek liściowy jest owłosiony.
KwiatyPojedyncze, wyrastające z kątów pędów.
OwoceRozłupki w liczbie 6 do 10 tworzące dysk.

## Biologia i ekologia
Rośnie w zaroślach, na brzegach cieków wodnych oraz polach uprawnych. Występuje na wysokości do 400 m n.p.m.